# Ідадду
Ідадду (Ід-Адда. Іданда) (д/н — сер. XIV ст. до н. е.) — цар міста-держави Катна до 1350-х років до н. е.

## Життєпис
Онук царя Адад-нірарі і син царя Улашадду. Ймовірно, посів трон приблизно на початку 1460-х років до н. е. після повалення батька, що обрав проєгипетську політику.
Про його панування обмаль відомостей. На цей час доводиться вторгнення хетських військ до Сирії. Брав участь у війнах Мітанні проти Хетської держави, як вірний васал. Втім низка дослідників вважає, що Ідадду маневрував між Мітанні, Хатті і Єгиптом.
Панував десь до 1355 року до н. е. Йому спадкував син Амут-пі'ел III.